# Die Braut des Entmündigten
Die Braut des Entmündigten è un film muto del 1919 prodotto e diretto da Erik Lund. Ha come interpreti Wilhelm Diegelmann, Hermann Thimig ed Eva May, la giovanissima attrice moglie di Lund e figlia del noto produttore Joe May.

## Produzione
Il film fu prodotto dalla Ring-Film GmbH (Berlin).

## Distribuzione
Uscì nelle sale cinematografiche tedesche con il visto di censura datato giugno 1919.